# Fatwa van Oran

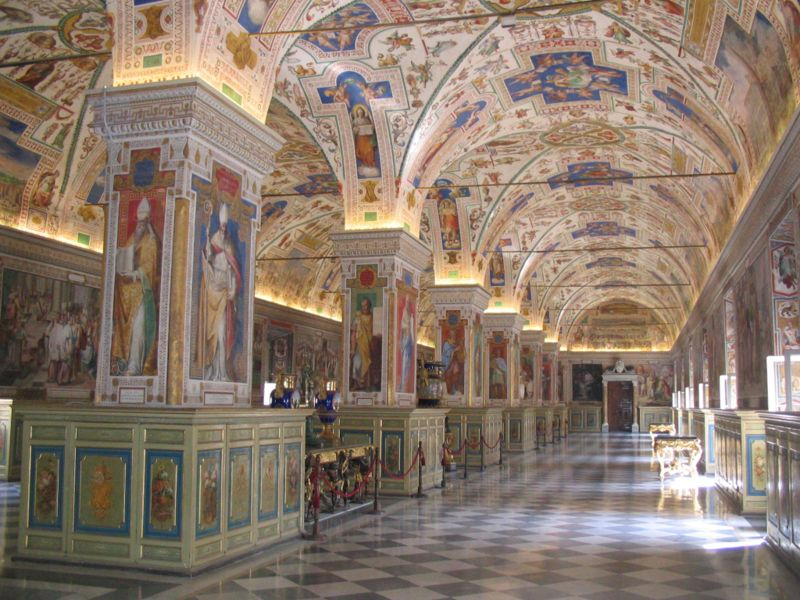
De Vaticaanse bibliotheek, die het enige overgebleven Arabische exemplaar van de fatwa herbergt

De fatwa van Oran is een fatwa (juridisch advies in islamitische jurisprudentie) die is uitgegeven in 1504 als reactie op de crisis die ontstond toen moslims in de Kroon van Castilië (Spanje) zich in de jaren 1500-1502 tot het christendom moesten bekeren. Het verlicht sommige van de vereisten van de islamitische wetgeving; daardoor wordt het voor moslims mogelijk om, wanneer hun overleven daarvan afhangt, ogenschijnlijk het christendom te belijden en handelingen te verrichten die normaliter verboden zijn door de islamitische wet. Het heeft met name betrekking op de ritueel voorgeschreven gebeden en wassingen, het geven van aalmoezen, en de manier waarop het mogelijk is om onder dwang deel te nemen aan de christelijke eredienst of godslastering, of varkensvlees en wijn te consumeren.
Deze fatwa was wijd verbreid onder moslims en Moriscos (moslims die op het oog waren bekeerd tot het christendom en hun nakomelingen) uit Spanje in de 16e eeuw; een van de nog bestaande aljamiado versies (Spaans geschreven in Arabische karakters) dateert uit 1564, zestig jaar na de oorspronkelijke fatwa. Het is beschreven als het "essentiële theologische document" voor het begrijpen van de praktijken van moslims in Spanje vanaf het einde van de Reconquista tot de verdrijving van de Moriscos. 
De auteur van de fatwa is Ahmad ibn Abi Jum'ah, een Maghrebijnse jurist van de Malikitische school, bekend als "al-wahrani" ("uit Oran"), vandaar de naam van de fatwa. De invloed van de fatwa van Oran beperkt zich tot het Iberisch Schiereiland. De heersende mening in de islamitische jurisprudentie is dat als het niet mogelijk is om in een land de islam te praktiseren, het de voorkeur heeft om te emigreren of zelfs om martelaarschap te kiezen.
Er zijn nog vier exemplaren over: één in het Arabisch, bewaard in de Vaticaanse Apostolische Bibliotheek en drie in Aljamiado, waarvan één in Aix-en-Provence, de andere in Madrid en een derde waarvan de locatie onbekend is.

## De auteur van de fatwa
De vertalingen van de fatwa die tot de hedendaagse periode hebben overleefd, geven verschillende varianten van de naam van de auteur, die allemaal zijn afgeleid van de Arabische naam Ahmad ibn Abi Jum'ah al-Maghrawi al-Wahrani, waaraan sommige de naam 'Ubaydallah toevoegen, misschien een vrome formule die 'de kleine dienaar van God' betekent . De nisba (onderdeel van de naam die de oorsprong aangeeft) is al-Wahrani, wat verwijst naar de stad Oran (in het Arabisch: وهران), nu gevestigd in Algerije, dat toen deel uitmaakte van het Zianiden Rijk. De auteur wordt daarom vaak "mufti van Oran" genoemd en de fatwa "fatwa van Oran" genoemd; er is echter niets dat erop wijst dat de fatwa openbaar is gemaakt in Oran, of dat de auteur in Oran heeft gewoond of enige autoriteit daarin heeft genoten.
Onderzoeker Devin Stewart ziet in de auteur een jurist van de Maliki-school, wiens geboortedatum onbekend is en die in 1511 in Fez stierf; hij zou hebben gestudeerd aan Oran en Tlemcen en zou waarschijnlijk deze fatwa hebben geretourneerd toen hij professor was in de islamitische wet in Fez. De auteur beantwoordt het verzoek van moslims die willen weten of het mogelijk is om in Spanje te blijven wonen; de ontvanger van de fatwa is niet bekend. Het is gedateerd 1 Rajab in het jaar 910 AH, wat overeenkomt met 8 december 1504.